# Penicillidia vandeuseni
Penicillidia vandeuseni är en tvåvingeart som först beskrevs av Maa 1962.  Penicillidia vandeuseni ingår i släktet Penicillidia och familjen lusflugor. Inga underarter finns listade i Catalogue of Life.